# Vitrac-en-Viadène

Vitrac-en-Viadène este o comună în departamentul Aveyron din sudul Franței. În 1 ianuarie 2018 avea o populație de 93 de locuitori.